# Liste der Kulturgüter in Belfaux
Die Liste der Kulturgüter in Belfaux enthält alle Objekte in der Gemeinde Belfaux im Kanton Freiburg, die gemäss der Haager Konvention zum Schutz von Kulturgut bei bewaffneten Konflikten, dem Bundesgesetz vom 20. Juni 2014 über den Schutz der Kulturgüter bei bewaffneten Konflikten sowie der Verordnung vom 29. Oktober 2014 über den Schutz der Kulturgüter bei bewaffneten Konflikten unter Schutz stehen.
Objekte der Kategorien A und B sind vollständig in der Liste enthalten, Objekte der Kategorie C fehlen zurzeit (Stand: 1. Januar 2023).

## Kulturgüter
| Foto | | Objekt | Kat. | Typ | Standort                                          | Beschreibung |
| ---- | --- | --- | ---- | --- | ------------------------------------------------- | ------------ |
| ja   | Datei hochladen · Wikidata zu Pfarrkirche Saint-Etienne (Q29478690)                                            | Pfarrkirche Saint-Étienne / Église paroissiale Saint-Étienne KGS-Nr.: 01947                                                                        | A    | G   | Route du Centre 10 574673 / 185738                |              |
| ja   | Datei hochladen · Wikidata zu Herrenhaus von Lanthen-Heidt, bekannt als La Forge (Q29479008)                   | Herrenhaus von Lanthen-Heidt, genannt La Forge / Manoir de Lanthen-Heidt dit La Forge KGS-Nr.: 01951                                               | A    | G   | Route du Centre 35 574330 / 185793                |              |
| BW   | Datei hochladen · Wikidata zu Pré Saint-Maurice, Kirche - Nekropole und Wohnhaus des Mittelalters (Q123582853) | Pré Saint-Maurice, Kirche - Nekropole und Wohnhaus des Mittelalters / Pré Saint-Maurice, église - nécropole et habitat du moyen âge KGS-Nr.: 16336 | A    | F   | Chemin du Stand 574735 / 185840                   |              |
| ja   | Datei hochladen · Wikidata zu Molkerei und Käserei (Q29687700)                                                 | Molkerei und Käserei / Laiterie-fromagerie KGS-Nr.: 01949                                                                                          | B    | G   | Route du Centre 30 574430 / 185790                |              |
| BW   | Datei hochladen · Wikidata zu Bauernhaus (Q29687684)                                                           | Bauernhaus / Ferme KGS-Nr.: 02010 | B    | G   | Route de Cutterwil 18 573007 / 187659             |              |
| BW   | Datei hochladen · Wikidata zu Herrenhaus und Kapelle Rosier in Chenaleyres (Q29687716)                         | Herrenhaus und Kapelle Rossier in Chenaleyres / Manoir et chapelle Rossier à Chenaleyres KGS-Nr.: 11116                                            | B    | G   | Autafond, Route d'Autafond 90, 92 573134 / 185347 |              |
| ja   | Datei hochladen · Wikidata zu Herberge der XIII Kantone (Q108120745)                                           | Herberge der XIII Kantone / Auberge des XIII Cantons KGS-Nr.: 12361                                                                                | B    | G   | Route du Centre 7 574657 / 185665                 |              |
| BW   | Datei hochladen · Wikidata zu Herrenhaus von Montenach (Q29687666)                                             | Herrenhaus de Montenach / Manoir de Montenach KGS-Nr.: 12362                                                                                       | B    | G   | Chemin du Château 2 574905 / 185552               |              |
| ja   | Datei hochladen · Wikidata zu Herrenhaus genannt de Buman (Q29687731)                                          | Herrenhaus genannt de Buman / Manoir dit de Buman KGS-Nr.: 12363                                                                                   | B    | G   | Route du Centre 18 574531 / 185731                |              |